# 大衛·文尼路
大衛·文尼路（1989年2月17日—）是安道爾的職業足球運動員，司職後衛，現效力於安道爾甲組足球聯賽聖達哥林瑪。

## 生涯
曾代表FC安道爾和聖達哥林瑪。
2009年首次代表安道爾國家足球隊。